# 霍斯特·舒尔策
霍斯特·舒尔策（德語：Horst Schulze，1921年4月26日—2018年10月24日），出生于德累斯顿，德国演员和歌剧演唱家。
2018年逝世于柏林。